# Rimbach (Oberirsen)
Rimbach ist ein Ortsteil der Ortsgemeinde Oberirsen im Landkreis Altenkirchen (Westerwald) im Norden von Rheinland-Pfalz. Der Ort gehört der Verbandsgemeinde Altenkirchen-Flammersfeld an und war bis zum 30. April 1969 eine eigenständige Gemeinde.

## Lage
Rimbach liegt zwischen dem Leuscheider Land und dem Westerwald, direkt an der Grenze zu Nordrhein-Westfalen. Das Dorf liegt rund sieben Kilometer Luftlinie nordwestlich von Altenkirchen (Westerwald), acht Kilometer Luftlinie südwestlich von Hamm (Sieg) und 25 Kilometer östlich der Stadt Hennef (Sieg). In Rimbach fließen der Rimbach und der Elsbach in den Mühlengraben, der nur wenige Meter weiter wiederum in den Scharfenbach mündet. Umliegende Ortschaften sind Irsen (Ortsteil von Windeck, Nordrhein-Westfalen) im Nordosten, Ölsen im Osten, Oberirsen im Süden, Marenbach im Südwesten und Kuchhausen (wieder zu Windeck) im Nordwesten.
Rimbach liegt am Verlauf der Landesstraße 277 (in Nordrhein-Westfalen Landesstraße 120) zwischen Ehrenhausen und Birnbach. Die Bundesstraße 8 liegt rund drei Kilometer südlich von Rimbach.

## Geschichte
Rimbach wurde im Jahr 1219 erstmals urkundlich erwähnt. Im Jahr 1600 war der Ort mit 16 Feuerstellen das größte Dorf im damaligen Kirchspiel Birnbach. In seinem historischen Siedlungskern ist Rimbach ein Haufendorf. Der Ort war zunächst der Grafschaft Sayn unterstellt und gehörte danach von 1636 bis 1799 zur Grafschaft Sayn-Hachenburg. Nach kurzer Zugehörigkeit zum Fürstentum Nassau-Weilburg kam die Gemeinde Rimbach im Jahr 1806 zum Herzogtum Nassau. Dort gehörte sie verwaltungstechnisch zum Amt Schöneberg im Regierungsbezirk Ehrenbreitstein. Während der Befreiungskriege waren zeitweise Gruppen der Kosaken in Rimbach stationiert.
Im Zuge der auf dem Wiener Kongress getroffenen Vereinbarungen kam Rimbach im Jahr 1815 an das Königreich Preußen und wurde dort der Bürgermeisterei Weyerbusch im Kreis Altenkirchen des Regierungsbezirks Coblenz zugeordnet. Seit 1822 war Rimbach Teil der Rheinprovinz. Im gleichen Zeitraum umfasste die Gemeinde Rimbach 465 Morgen an Waldung. Kirchlich gehörte der Ort zu Birnbach, wo die Kinder aus Rimbach auch zur Schule gingen. 1837 hatte der Ort 103 Einwohner in 17 Wohngebäuden, es gab eine Mahl- und eine Ölmühle.
1927 wurde die Bürgermeisterei Weyerbusch in Amt Weyerbusch umbenannt. Im März 1945 verurteilte ein „Fliegendes Standgericht“ in Rimbach und im benachbarten Oberirsen nach der misslungenen Sprengung der Ludendorff-Brücke in Remagen vier Wehrmachtsoffiziere zum Tode. Nach dem Ende des Zweiten Weltkrieges wurde Rimbach Teil der Französischen Besatzungszone und ging im neuen Bundesland Rheinland-Pfalz auf. 1968 entstand aus dem Amt Weyerbusch die Verbandsgemeinde Weyerbusch. Am 1. Mai 1969 wurde Rimbach nach Oberirsen eingemeindet. Im folgenden Jahr erfolgte die Eingliederung der Verbandsgemeinde Weyerbusch in die Verbandsgemeinde Altenkirchen. Seit der Auflösung der VG Altenkirchen am 1. Januar 2020 gehört Rimbach der neuen Verbandsgemeinde Altenkirchen-Flammersfeld an.